# Micrastur buckleyi
Micrastur buckleyi е вид птица от семейство Соколови (Falconidae).

## Разпространение
Видът е разпространен в Бразилия, Еквадор, Колумбия и Перу.